# Laminci Dubrave
Laminci Dubrave (cyr. Ламинци Дубраве) – wieś w Bośni i Hercegowinie, w Republice Serbskiej, w gminie Gradiška. W 2013 roku liczyła 438 mieszkańców.